# Andreas Bornschein
Andreas Bornschein (* 29. listopadu 1956, Lipsko) je bývalý východoněmecký fotbalista, levé křídlo, reprezentant Východního Německa (NDR).

## Fotbalová kariéra
Ve východoněmecké oberlize hrál za 1. FC Lokomotive Leipzig, nastoupil v 80 ligových utkáních a dal 19 gólů. V letech 1976 a 1981 vyhrál s 1. FC Lokomotive Leipzig východoněmecký fotbalový pohár. V Poháru vítězů pohárů nastoupil v 8 utkáních a dal 1 gól a v Poháru UEFA nastoupil ve 2 utkáních. Za reprezentaci Východního Německa (NDR) nastoupil v roce 1982 v 1 utkání.

## Ligová bilance
| Ročník          | Zápasy | Góly | Klub                     |
| --------------- | ------ | ---- | ------------------------ |
| I. liga 1975/76 | 13     | 2    | 1. FC Lokomotive Leipzig |
| I. liga 1976/77 | 16     | 2    | 1. FC Lokomotive Leipzig |
| I. liga 1977/78 | 7      | 1    | 1. FC Lokomotive Leipzig |
| I. liga 1978/79 | 0      | 0    | 1. FC Lokomotive Leipzig |
| I. liga 1979/80 | 0      | 0    | 1. FC Lokomotive Leipzig |
| I. liga 1980/81 | 10     | 1    | 1. FC Lokomotive Leipzig |
| I. liga 1981/82 | 17     | 8    | 1. FC Lokomotive Leipzig |
| I. liga 1982/83 | 10     | 1    | 1. FC Lokomotive Leipzig |
| I. liga 1983/84 | 7      | 4    | 1. FC Lokomotive Leipzig |
| CELKEM I. liga  | 80     | 19   |                          |